# Hesdigneul-lès-Boulogne
Hesdigneul-lès-Boulogne ist eine französische Gemeinde mit 835 Einwohnern (Stand: 1. Januar 2022) im Département Pas-de-Calais in der Region Hauts-de-France (vor 2016 Nord-Pas-de-Calais). Sie gehört zum Arrondissement Boulogne-sur-Mer und zum Kanton Outreau. Die Einwohner werden Hesdigneulois genannt.

## Lage
Die Gemeinde Hesdigneul-lès-Boulogne liegt im Regionalen Naturpark Caps et Marais d’Opale am Fluss Liane, acht Kilometer östlich der Ärmelkanalküste und neun Kilometer südsüdöstlich von Boulogne-sur-Mer. Umgeben wird Hesdigneul-lès-Boulogne von den Nachbargemeinden Hesdin-l’Abbé im Norden und Nordosten, Carly im Osten, Verlincthun im Süden sowie Condette im Westen.

## Bevölkerungsentwicklung
| Jahr                       | 1962 | 1968 | 1975 | 1982 | 1990 | 1999 | 2006 | 2013 | 2022 |
| Einwohner                  | 581  | 620  | 621  | 621  | 618  | 579  | 671  | 657  | 835  |
| Quellen: Cassini und INSEE |      |      |      |      |      |      |      |      |      |

## Sehenswürdigkeiten
- Kirche Saint-Éloi aus dem 19. Jahrhundert
- Mühle Saint-Jean von Moulinghen

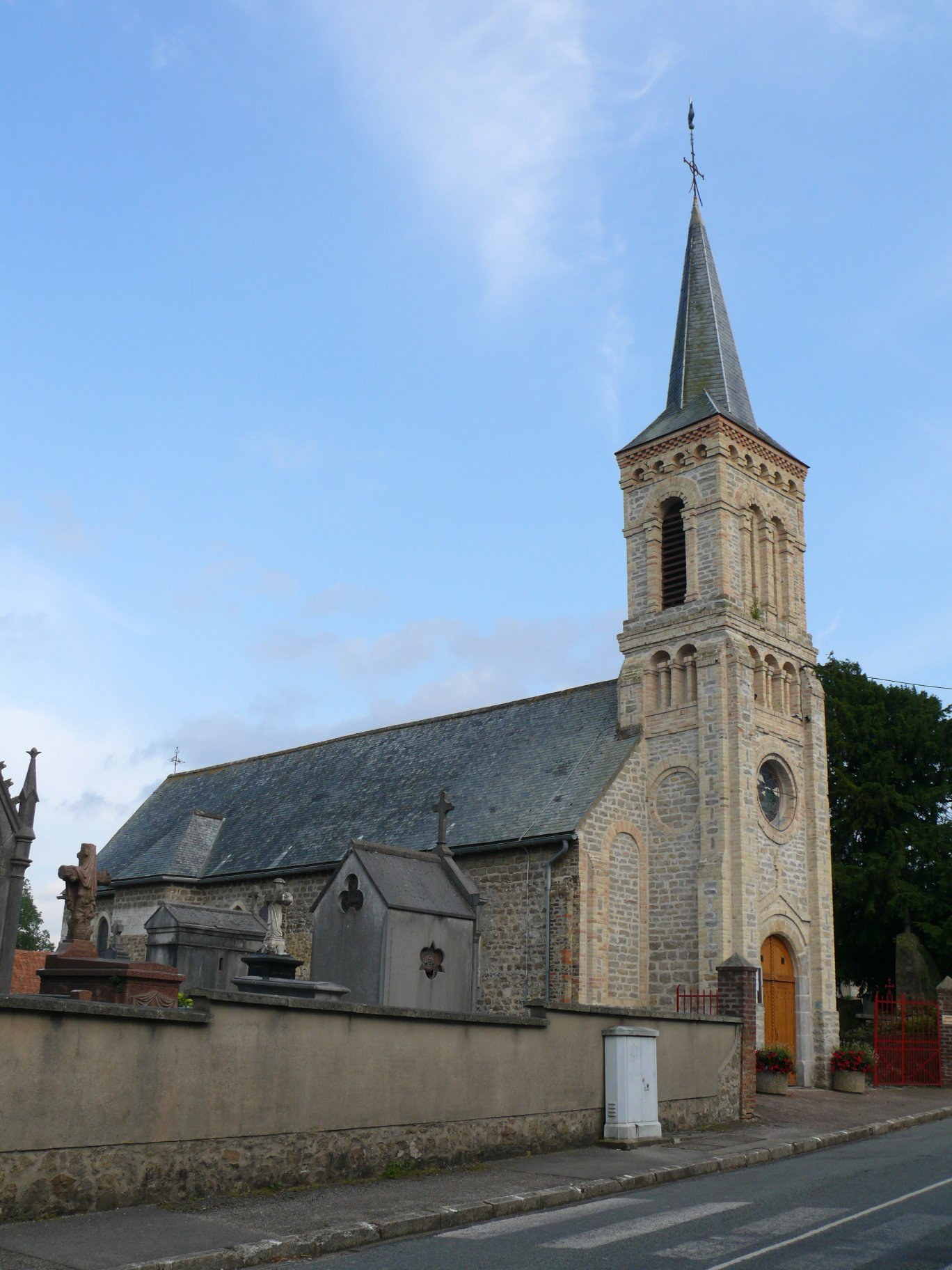
Kirche Saint-Éloi
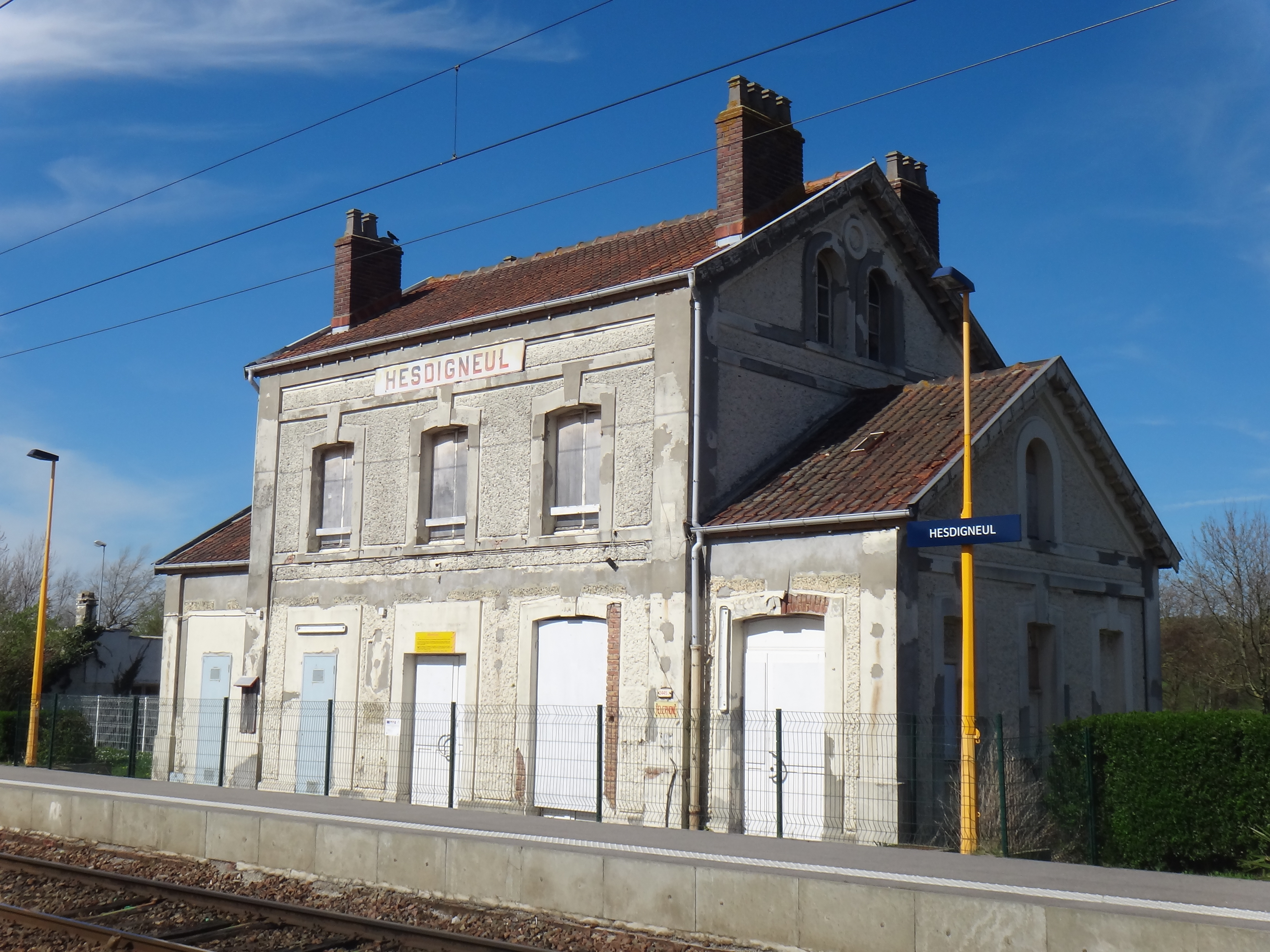
Bahnhof
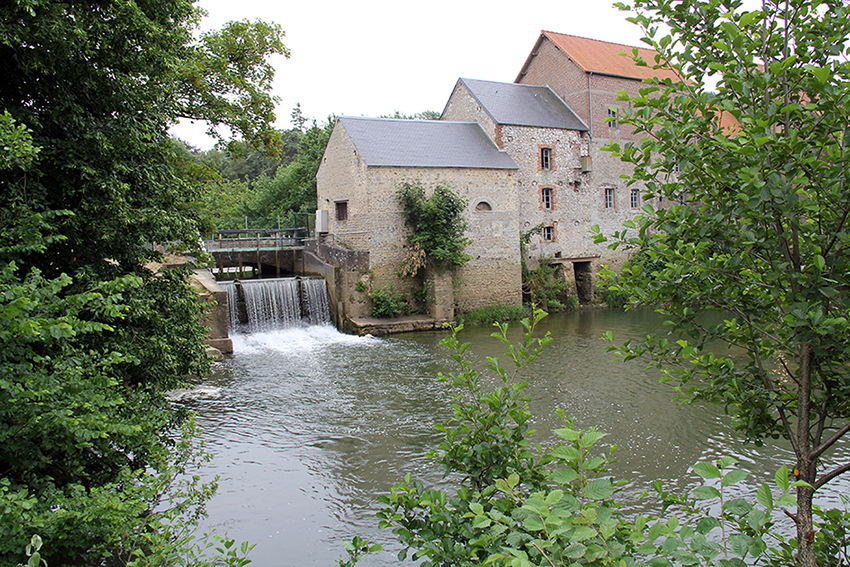
Wassermühle